# Residência do Maestro Furio Franceschini
A Residência do Maestro Furio Franceschini, construída em 1916 por Tito Oliani, foi uma das primeiras casas residências da região do bairro Ipiranga (antiga Colina do Ipiranga), serviu de moradia do compositor e musicólogo Furio Franceschini e sua família. A casa está localizada na cidade de São Paulo. É um patrimônio cultural tombado pelo Conselho Municipal de Preservação do Patrimônio Histórico, Cultural e Ambiental da Cidade de São Paulo (CONPRESP), no ano de 2010, sob a resolução de tombamento nº 02/10.
Atualmente está sendo reformada para sediar o Liceu de Artes Musicais Furio Franceschini.

## História
Edificação construída em 1916 por Tito Oliani, a pedido do Maestro Furio Franceschini para ser sua residência e de sua família. Além de musicólogo e compositor, Furio Franceschini ministrava aulas na residência e teve como alunos Dinorah de Carvalho e Guiomar Novaes. E recebeu visitas ilustres como Mario de Andrade e Oswald de Andrade. Em 1976, após a morte de Furio Franceschini o imóvel foi vendido. No ano de 2004, passou a ser de propriedade da Fundação Nossa Senhora Auxiliadora do Ipiranga (FUNSAI), que atualmente está reformando o imóvel para sediar o Liceu de Artes Musicais Furio Franceschini.